# Cuatro ayes de Jesús

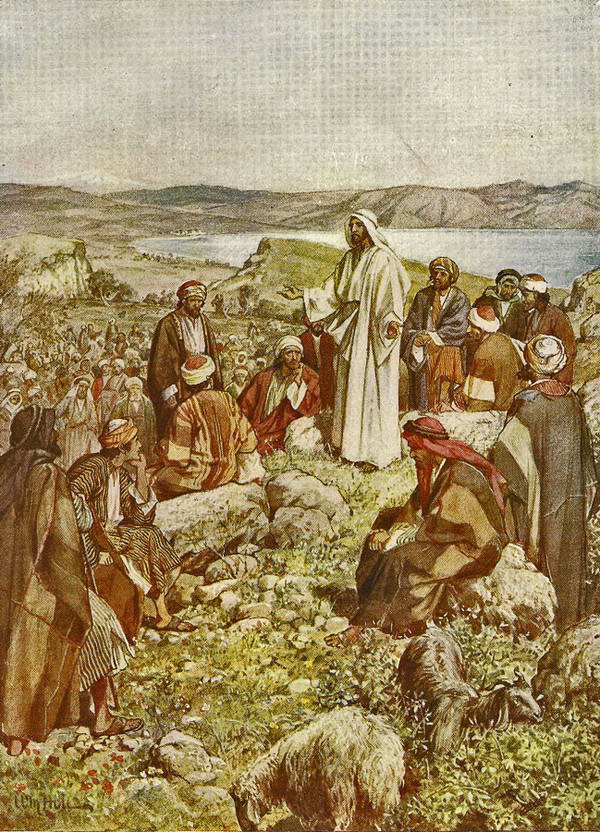
William Hole, El Sermón de la Montaña

Solo en el Evangelio de Lucas, Jesús sigue las Bienaventuranzas con una serie de «ayes», denunciando lo contrario a las bendiciones como fuente de condenación y castigo. Estos ayes son universales y difieren de las críticas a los fariseos.

## Texto
Pero ¡ay de vosotros, los ricos,  

porque ya tenéis vuestro consuelo!

¡Ay de vosotros, los que ahora estáis saciados,

porque tendréis hambre!

¡Ay de vosotros, los que ahora reís,

porque lloraréis y gemiréis!

Ay de vosotros cuando todos os alaben, 

porque así hacían con los falsos profetas. 
Lucas 6:24-26; Nueva Versión Estándar Revisada

## Comentarios
El significado de la palabra «ay» (en griego: Ου̉̀αὶ, en latín: væ) ha sido comentado por varios padres de la Iglesia.
Juan Crisóstomo afirma que «en las Escrituras siempre se dice a aquellos que no pueden escapar del castigo futuro». 
San Gregorio señala asimismo que «a menudo en las Escrituras denota la ira de Dios y el castigo eterno».
El ay de los ricos se hace eco de las palabras del Magnificat en Lucas 1:53: «Ha colmado de bienes a los hambrientos y a los ricos ha despedido con las manos vacías». Así también en la parábola del rico Epulón y el pobre Lázaro, Jesús afirma que los ricos, habiendo recibido su consuelo en este mundo, no tendrán ninguno en el próximo. Pablo también habla mal de la riqueza en 1 Timoteo 6:10 (KJV), «porque el amor al dinero es la raíz de todo mal».
En cuanto a estar lleno, San Basilio escribe: «vivir solo para el placer es hacer de nuestro estómago un dios» (Fil. 3:19). San Gregorio escribe que del único vicio de la gula surgen innumerables otros que luchan contra el alma. «Domina este único vicio y domarás muchos otros, porque innumerables deseos de lujuria siguen a la gula. Aunque prometen disfrute, conducen a la miseria eterna».
Debido al dolor que causa la risa, fue prohibida por San Basilio en sus «reglas largas», ya que «esta es una vida de penitencia y dolor, pero la futura será de alegría y gozo».  San Agustín señala que «nunca se dice que Cristo se riera, aunque a menudo lloraba». Cornelio a Lapide cita el Libro de Sirach, escribiendo: «Sin embargo, la alegría con moderación no está prohibida a los seguidores de Cristo. «El necio alza su voz con risas, pero el sabio apenas sonríe». (Eclesiástico 21:20, KJV), «La risa, dije, es locura. ¿Y qué consigue el placer?» (Eclesiastés 2:2, NIV).
La última maldición contra ser bien hablado es contra la bendición prometida a los verdaderos profetas, que por causa del evangelio sufren persecución (Lucas 6:22). Del mismo modo, San Pablo escribe: «¿Acaso trato de persuadir a los hombres, o a Dios? ¿O busco complacer a los hombres? Si todavía complaciera a los hombres, no sería siervo de Cristo». (Gálatas 1:10, KJV) Cornelio a Lapide señala: «El que predica doctrinas falsas y cosas que agradan a la mente carnal, hace que sus oyentes continúen en la maldad y cometan muchos pecados, y por lo tanto recibirán una mayor condenación». 